# Laurie Lawrence

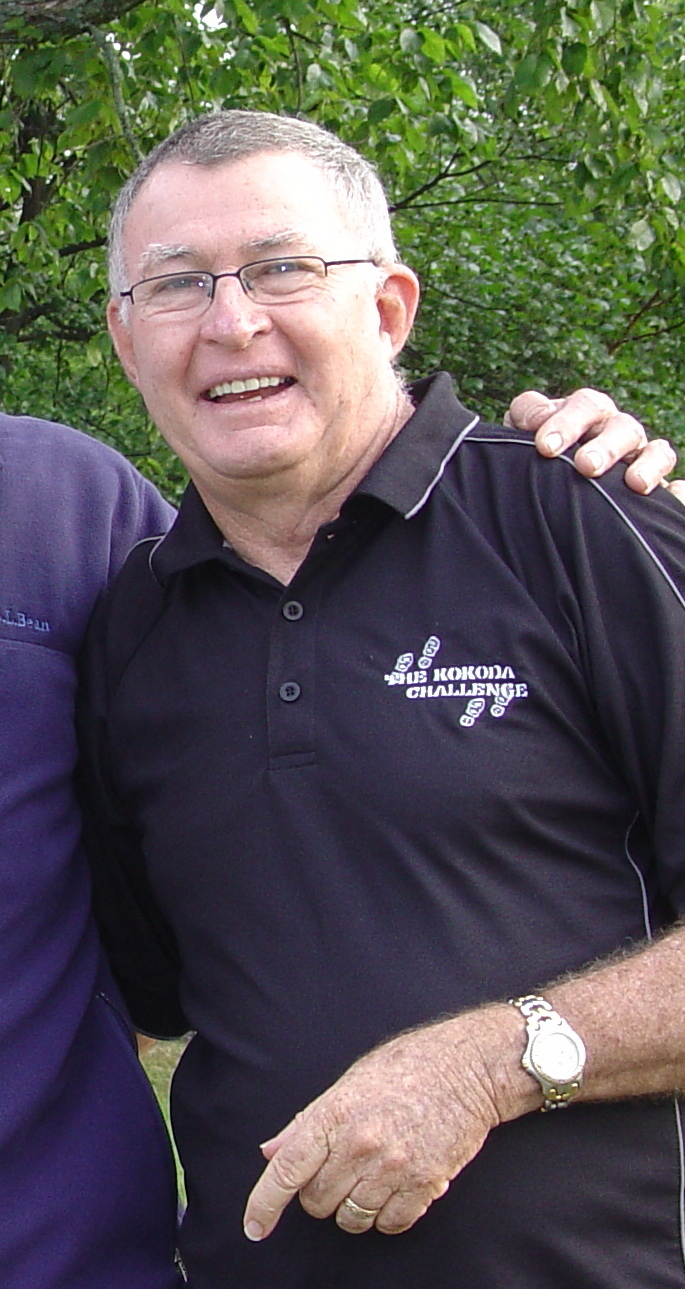
Laurie Lawrence (2006)

Laurie Joseph Lawrence, AO (* 14. Oktober 1941) ist ein ehemaliger australischer Schwimmtrainer.

## Karriere
Laurie Lawrence wuchs in Townsville auf. 1964 nahm er als Rugby-Union-Spieler an einer Tour der Nationalmannschaft durch Neuseeland teil. Nach seinem Studium begann er als Schwimmtrainer in Townsville. Seine erste Schwimmerin in der nationalen Spitze war Helen Gray. Als diese bei den Meisterschaften des Bundesstaats Queensland eine Silbermedaille gewann, warf Lawrence die Medaille über den Zaun und verband dies mit der Aufforderung, sich jetzt richtig anzustrengen, um eine internationale Medaille zu gewinnen. Diese Form der Motivation schlug an. Bei den British Commonwealth Games 1970 in Edinburgh gewann Helen Gray die Silbermedaille über 800 Meter Freistil und trug zum Dreifachsieg der Australierinnen über diese Distanz bei.
Zu den weiteren von Lawrence schon seit Jugendtagen Betreuten gehörten: Jon Sieben, Duncan Armstrong, Julie McDonald, Glenn Buchanan, Justin Lemberg, Glen Housman, Stephen Holland und Tracey Wickham. Lawrence war von 1982 bis 1988 australischer Nationaltrainer und gehörte auch 1992 und 1996 zum olympischen Trainerstab. Seine Schützlinge gewannen bei Olympischen Spielen zehn Gold-, elf Silber- und zwölf Bronzemedaillen und stellten 23 Weltrekorde auf. In seiner Schwimmschule in Townsville unterrichtete er vom Kleinkind bis zum Leistungssport. Judy Young trainierte er bis zum Gold über 400 Meter Freistil bei den Paralympics 1988.

## Ehrungen
Seit 1991 ist Lawrence Mitglied der Sport Australia Hall of Fame. 1996 wurde er in die International Swimming Hall of Fame (ISHOF) aufgenommen. 2025 erhielt er das Offizierskreuz des Order of Australia.